# Wypichowo
Wypichowo (kaszb. Wëpichòwò) – nieoficjalna część wsi Mosty w Polsce położona w województwie pomorskim, w powiecie lęborskim, w gminie Nowa Wieś Lęborska.
Miejscowość leży przy drodze krajowej nr 6.
W latach 1975–1998 miejscowość administracyjnie należała do województwa słupskiego.